# Giorgio Bertin (artista)

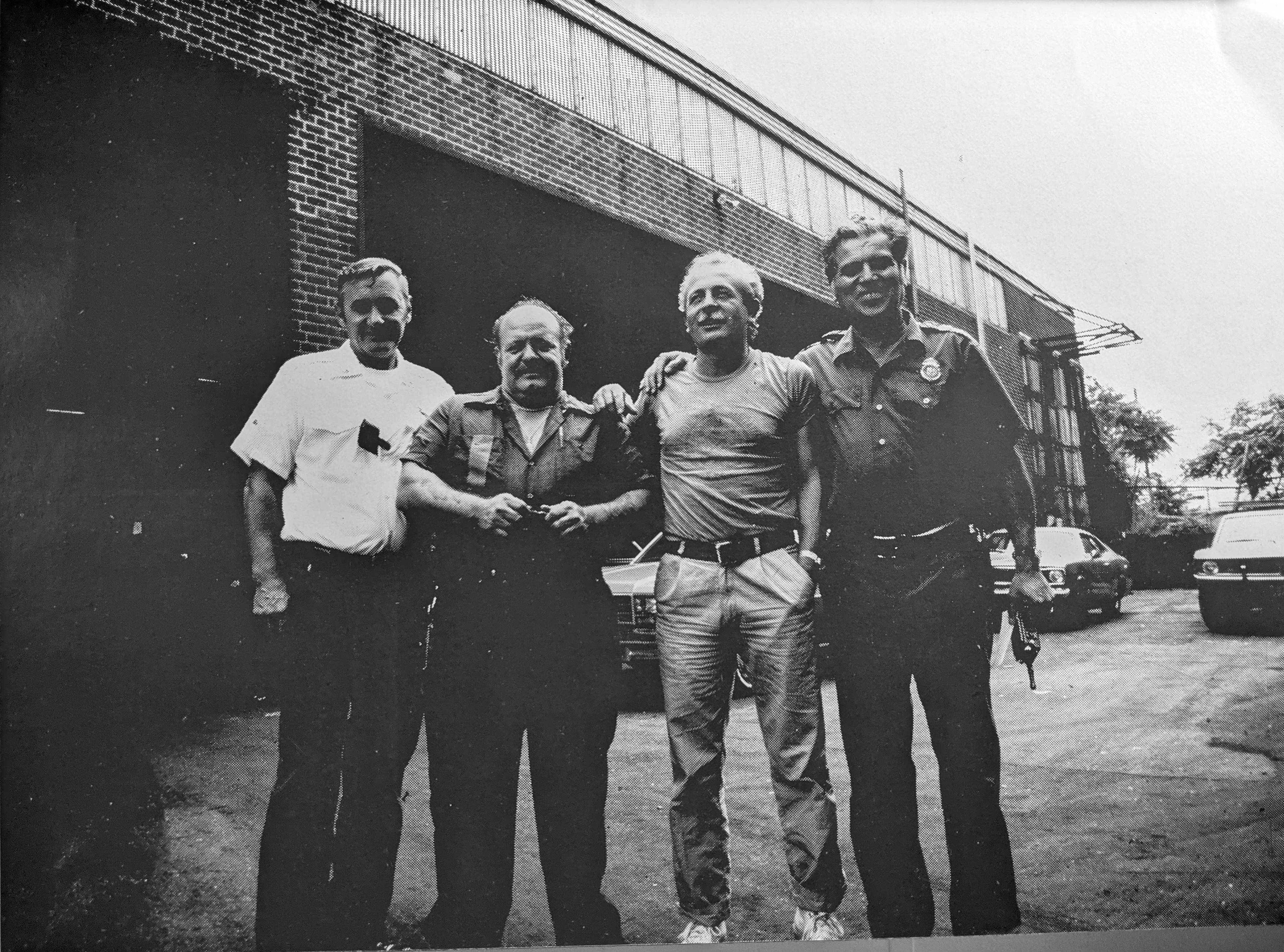
Giorgio Bertin con la scorta del dipartimento della sanità di New York, che lo ha assistito nell'esecuzione del documentario sullo smaltimento dei rifiuti (via fluviale e terrestre) della città

Giorgio Bertin (Candiana, 1939) è uno scultore, pittore e poeta italiano. Ideatore del riciclaggio artistico dei rifiuti, sintetizzato nel termine Garbart (da Garbage e Art).

## Biografia
Giovanissimo, si reca a Parigi per il suo interesse verso l'arte moderna e contemporanea, in particolare gli impressionisti, e visita altri paesi d’Europa, dedicandosi al lavoro di decoratore e illustratore di grafica araldica. Al rientro in Italia, si sviluppa il suo interesse ecologico e artistico per i rifiuti abbandonati nelle periferie delle città, iniziando così la produzione delle prime sculture. 
A metà degli anni '60 si trasferisce a Firenze per documentarsi sulla cultura e l'arte rinascimentale; entrando in contatto con alcuni protagonisti dell'ambiente artistico e culturale della città: Leonardo Savioli e la moglie Flora Wiechmann (divenendo poi frequentatore del loro studio-cenacolo di via delle Romite) Leonardo Ricci, gli architetti di Sorgane, Jeanne Rheaume, Jole Puccini, Magdalo Mussio e la moglie Leda, Hans Joachim Staude, di quest'ultimo divenne anche allievo e frequentatore dello studio di via dei Serragli, dove ebbe l'opportunità di conoscere la figlia dell'artista, Angela e il marito Tiziano Terzani.

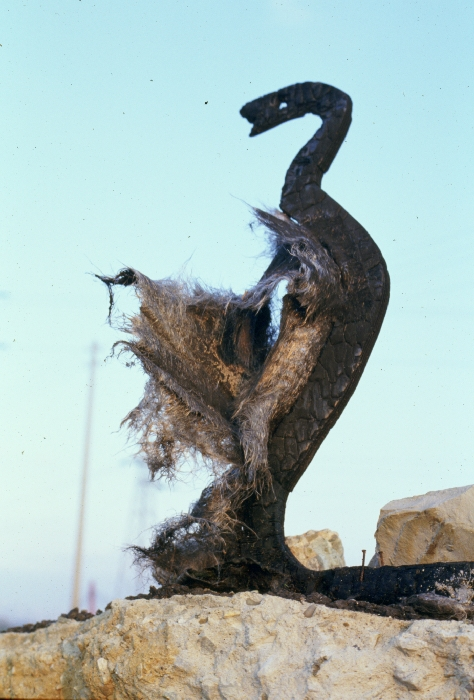
Figura recuperata e fotografata dall'autore in un collapsed suburb di New York 1981-82

Agli inizi degli anni '70, si sposta per motivi di lavoro come entomologo per il Consiglio Nazionale delle Ricerche, in vari paesi d’Europa, Africa e Medio Oriente. Durante questo periodo, compie ricerche e studi comparati sulla composizione dei R.S.U. (Rifiuti Solidi Urbani) in rapporto ai regimi politici e ai rispettivi livelli economico-industriali. Giorgio Bertin, si recò a New York tra il 1981 e il 1982 per documentare lo smaltimento dei rifiuti della città, (si trattava allora della città con la maggiore produzione: 15.000 t/giorno ca.).

### New York (anni '80)
Spinto dal suo interesse per le problematiche ambientali, nel 1981, (con alcuni collaboratori) con i permessi e l’appoggio logistico del Dipartimento di Sanità di New York (compresa una scorta per i distretti problematici), raccoglie un’ampia documentazione sull'espulsione (via terra e via fluviale) dei rifiuti dalla città fino agli inceneritori e alle discariche di Brooklyn e Staten Island. Durante queste operazioni si accentua il suo interesse per le aree marginali: fasce di territorio dove vengono sepolti i rifiuti, che si estendono dalle estreme periferie delle grandi città fino al loro perimetro, dove discariche e inceneritori sono ancora in funzione.

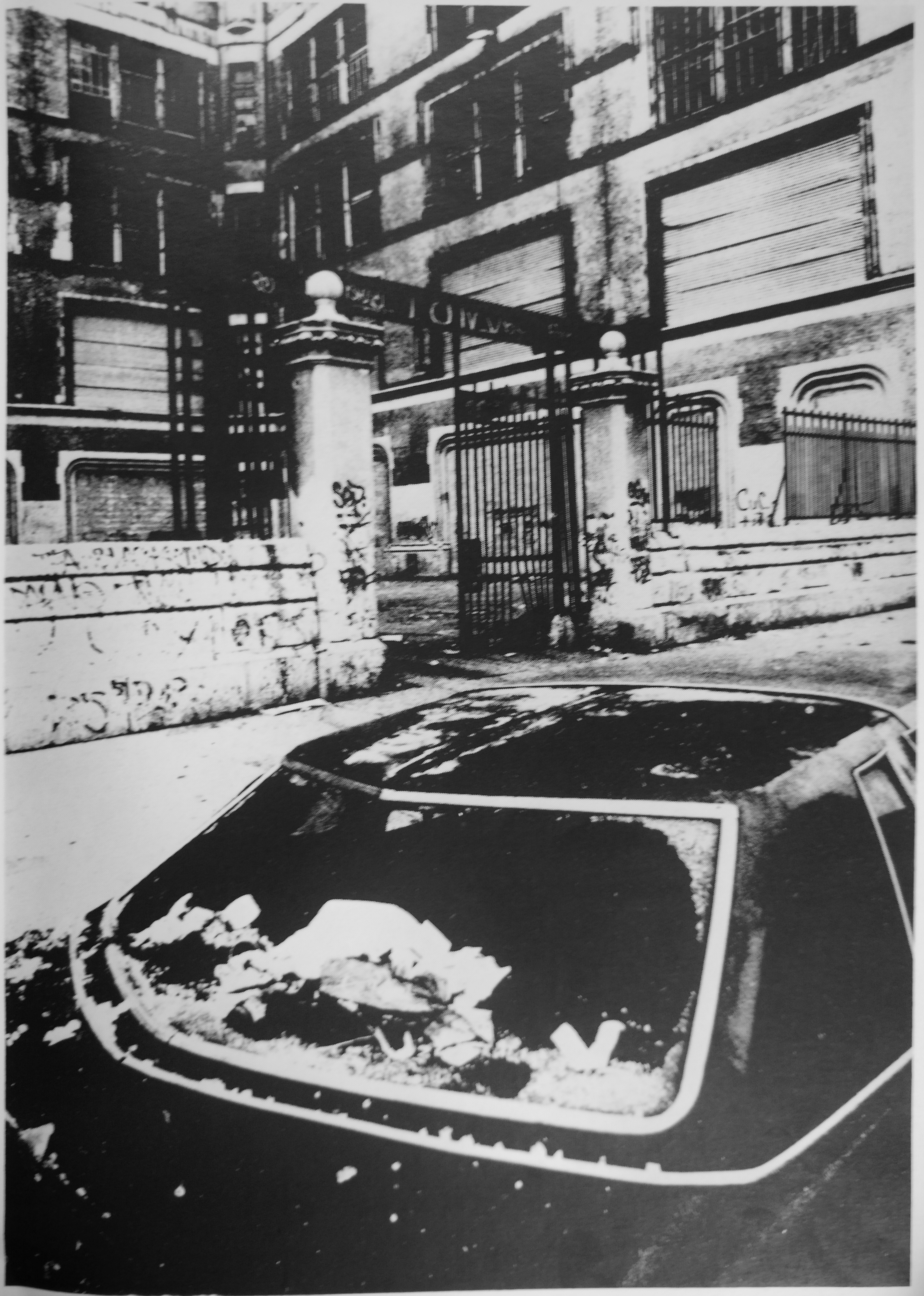
Ingresso di un edificio istituzionale abbandonato dove si svolsero le Exhibitions (1981-82)

Qui entra in contatto con gruppi di “recycling artists” e “street artists” non solo americani, ma provenienti da ogni parte del mondo: pittori, scultori e musicisti, gente di spettacolo, in gran parte senza dimora, che abita e si esibisce nelle “marginal zones” e nei “boroughs” abbandonati e in gran parte crollati. Le esibizioni, comunemente chiamate "exhibitions", sorta di esibizioni artistiche clandestine, chiamate anche T.A.EX. (Total Artistic EXhibitions), consistevano in libere espressioni (murales, pittura su supporti recuperati, scultura, recitazione, musica…) dei partecipanti. Gli edifici scelti facevano parte di strutture istituzionali, come scuole, tribunali, inceneritori in disuso, mattatoi, ancora praticabili; si trattava di strutture molto grandi, in grado di contenere centinaia di opere e gli artisti che le producevano.

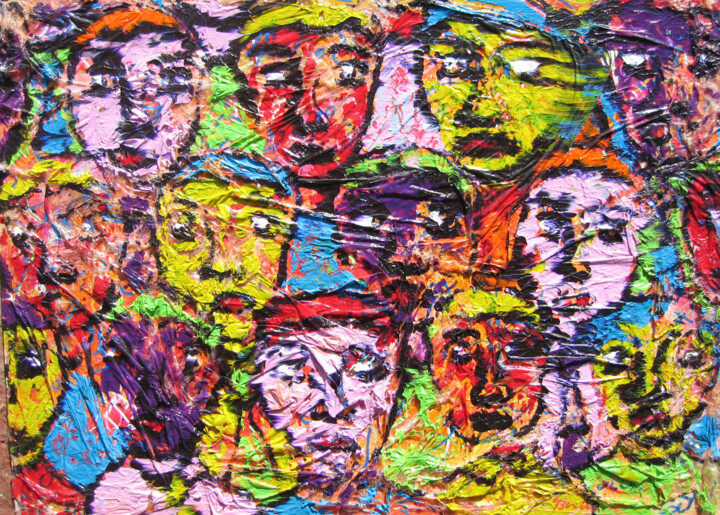
Opera in tecnica mista eseguita durante una exhibition (1981-2)

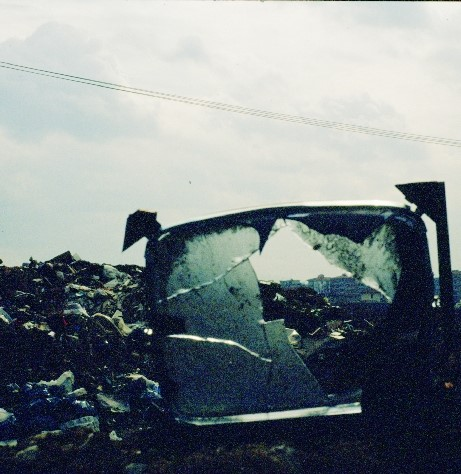
Foto scattata dall'autore in un dumpfield a ridosso di edifici abbandonati. Bronx 1981-82

Nel 1982 continua la sua attività poetica con il journal Spasmo Plus, che riporta foto e poesie del lavoro svolto a New York.

#### Il rapporto con l'Arte povera
Giorgio Bertin, al rientro in Italia, dopo l'esperienza americana, venne contattato da enti culturali, associazioni ecologiche e da esponenti dell'Arte povera. A suo parere l'Arte Povera non era abbastanza povera rispetto alla quantità di materiali rifiutati a disposizione, ritenendo anche che questo movimento non si rapportasse in modo adeguato alle problematiche ambientali.
Non si riconosceva inoltre (sostenuto anche dai numerosi praticanti della Garbart, detti Garbartists), negli enunciati dell'Arte Povera avulsi dalla decadenza culturale e sociale indotta dal consumismo. Infatti il motto del gruppo Garbart da allora divenne: "I rifiuti sono i fiori del male / del nostro tempo / e hanno tanto da raccontare / e da testimoniare".

#### Garbart

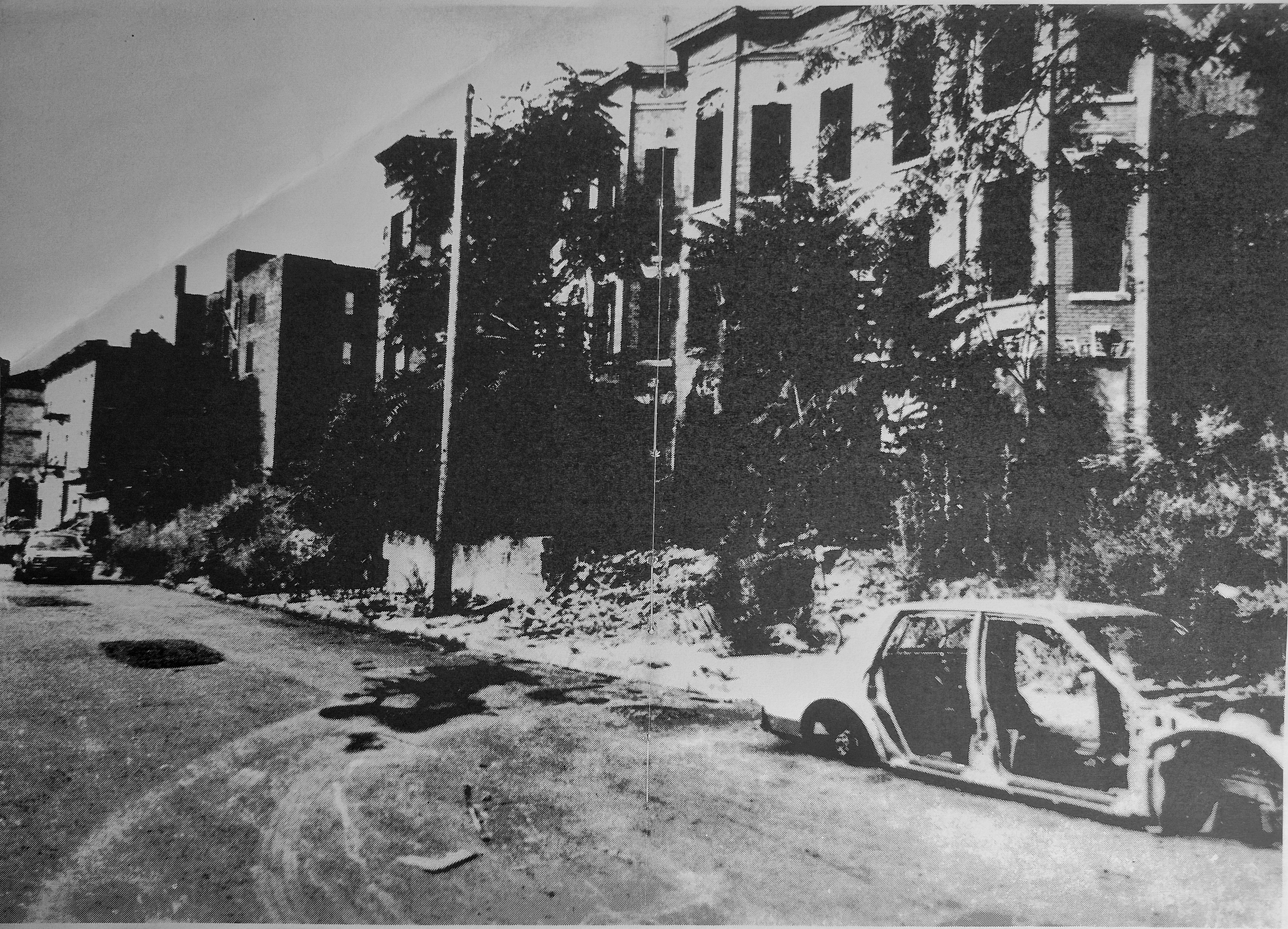
Via di un collapsed suburb (New York 1981-82)

La Garbart nasce a New York negli anni 70 contestualmente alla Street art; con essa condivide i fermenti artistico-culturali sviluppatisi soprattutto nelle aree marginali, e nelle periferie, in parte abbandonate, di questa città. Una coabitazione che non impedisce, nel tempo, la formazione di modalità espressive sempre più distinte, ben identificabili anche nella diversità tecnica e nell'uso dei materiali, che nel caso dei garbartists sono, in gran parte riciclati.
La peculiarità espressiva della Garbart, si delinea via via, e poi si concretizza nell'esprimersi con materiali e oggetti progettati, prodotti, consumati e gettati dall'uomo; una modulazione espressiva implicitamente connessa al tempo in cui viene prodotta. Si basa infatti sul riciclaggio artistico dei rifiuti, ideato agli inizi degli anni 70 da Giorgio Bertin (motivato anche dalle nuove problematiche ambientali causate dal consumismo). Oggetti e materiali cambiano destinazione e anche il loro destino, possono diventare una scultura, un bassorilievo, anziché finire in discariche o inceneritori. Successivamente, fenomeni assimilabili alla Garbart, (difficilmente documentabili in quanto poco indagati dalla critica ufficiale) oltre che negli USA, si riscontrano anche nelle aree marginali e di smaltimento delle più grandi città europee: Londra, Parigi, Berlino… dove schiere di garbartists si stanziano, dando il via agli "ateliers collettivi"; in seguito questa tendenza artistica viene accolta da Omar Calabrese nel perimetro semantico del Neobarocco.
Il termine "Garbart" è stato creato da Gianmaria Mussio (uno dei collaboratori) combinando le parole inglesi garbage (rifiuto) e Art (arte).

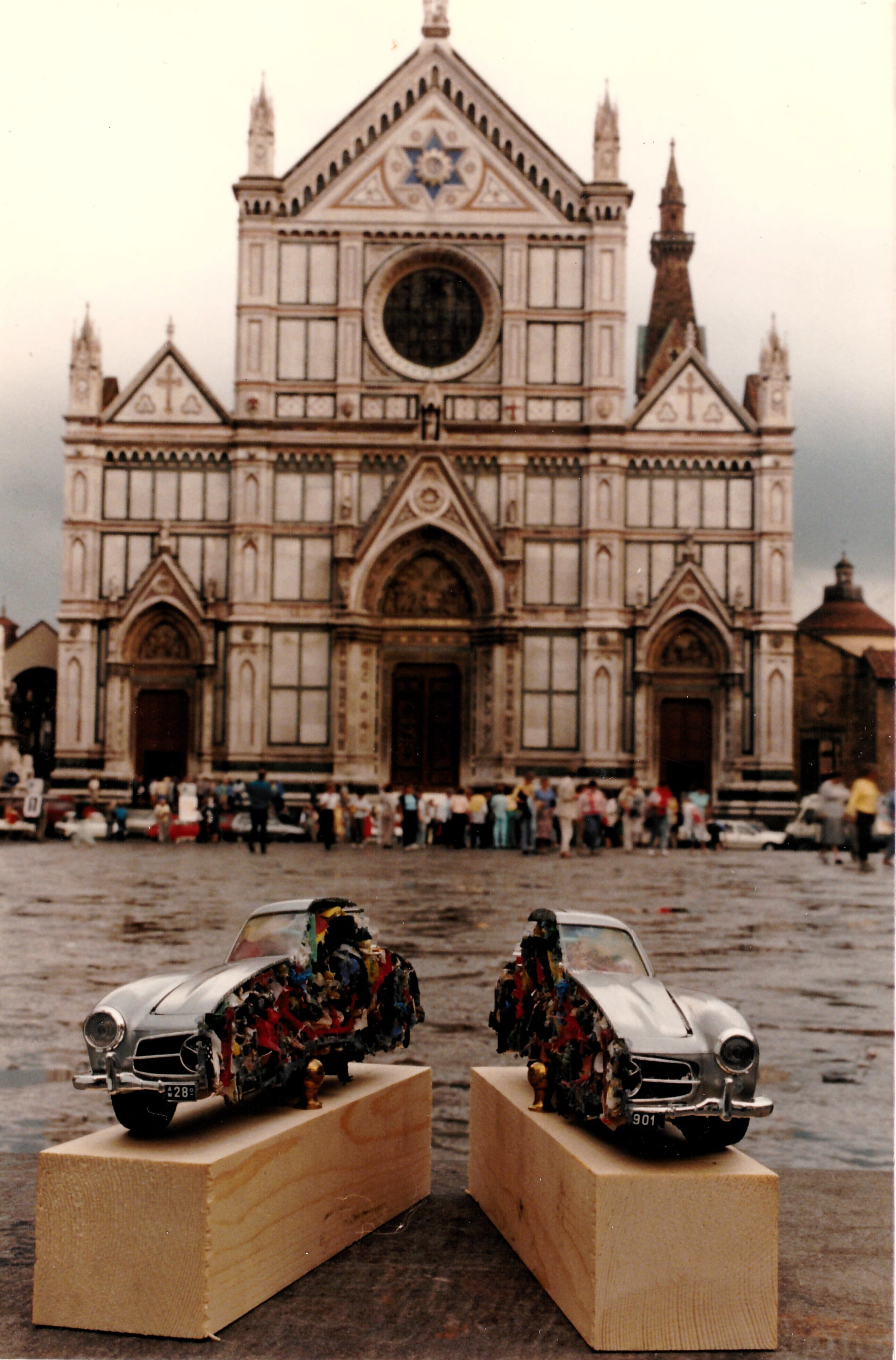
Performance Art eseguita dal gruppo Garbart nella piazza della basilica di Santa Croce a Firenze (1983)

Nel libro di poesie Percorsi è presente una poesia della poetessa Giovanna Bruco dal titolo Garbart.
La Garbart, dice Giorgio Morales, assessore alla Cultura, poi sindaco, del Comune di Firenze, è l'arte dei rifiuti, ma non solo dei rifiuti, rivendica con pieno diritto la propria essenza di arte, combinandola con l'intenzione provocatoria di travalicarne i confini. La Garbart accetta e trasforma i rifiuti, non cerca di sublimarli ma di suggerire e provocare. Come Bertin scrive ne "La cultura dei rifiuti", un tempo l'arte celebrava la natura e la vita; oggi, invece, dobbiamo difenderle, e lui lo fa attraverso l'uso dei rifiuti. Ci costringe a riflettere sui rifiuti oltre i problemi tecnici e sociali della loro gestione, ponendo una questione più profonda: come affrontare la logica del consumo, dell'emarginazione e dei sottoprodotti indesiderati della tecnologia.

### Mostre

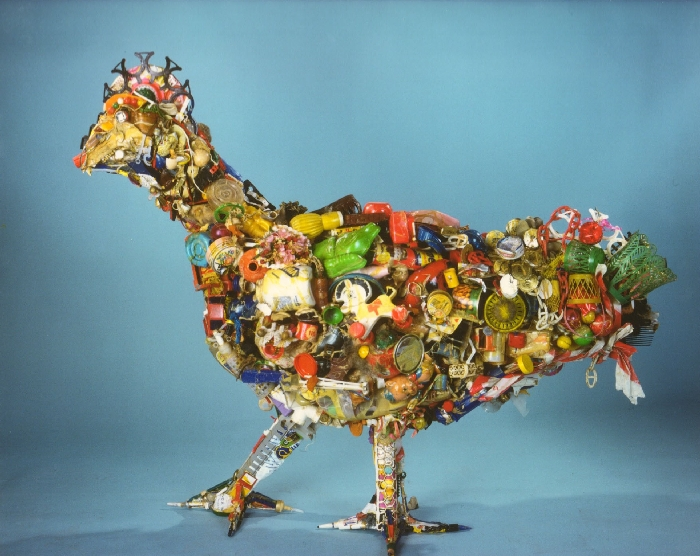
Gallina estrogenata (1983)

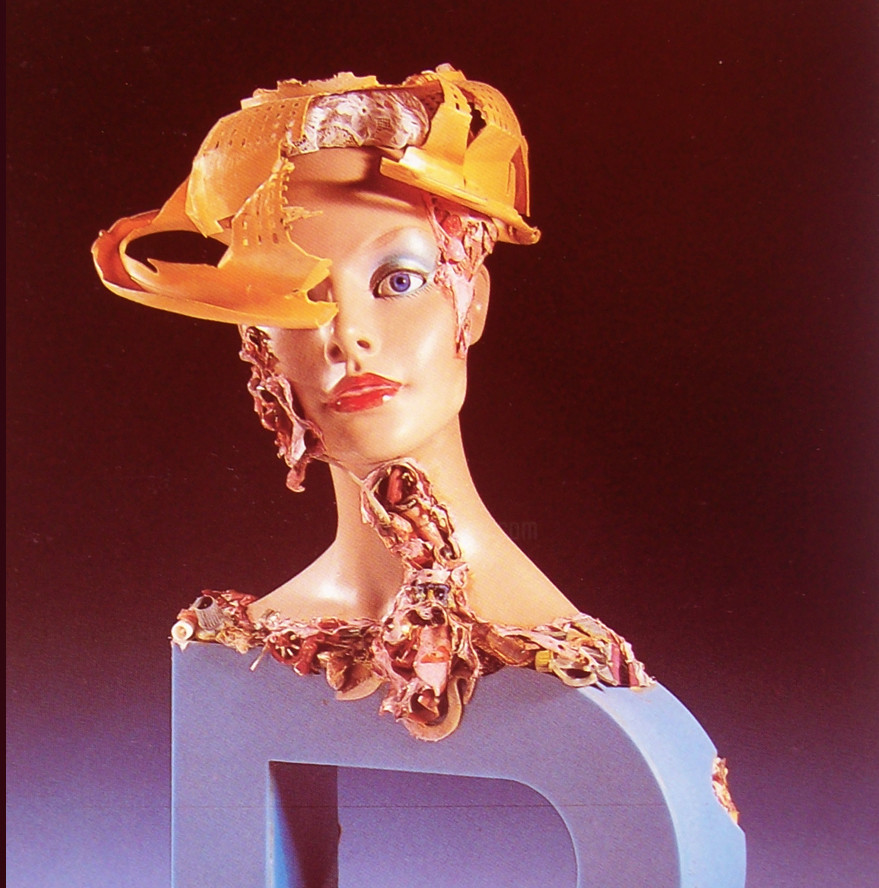
Spinta tecnologica (1986)

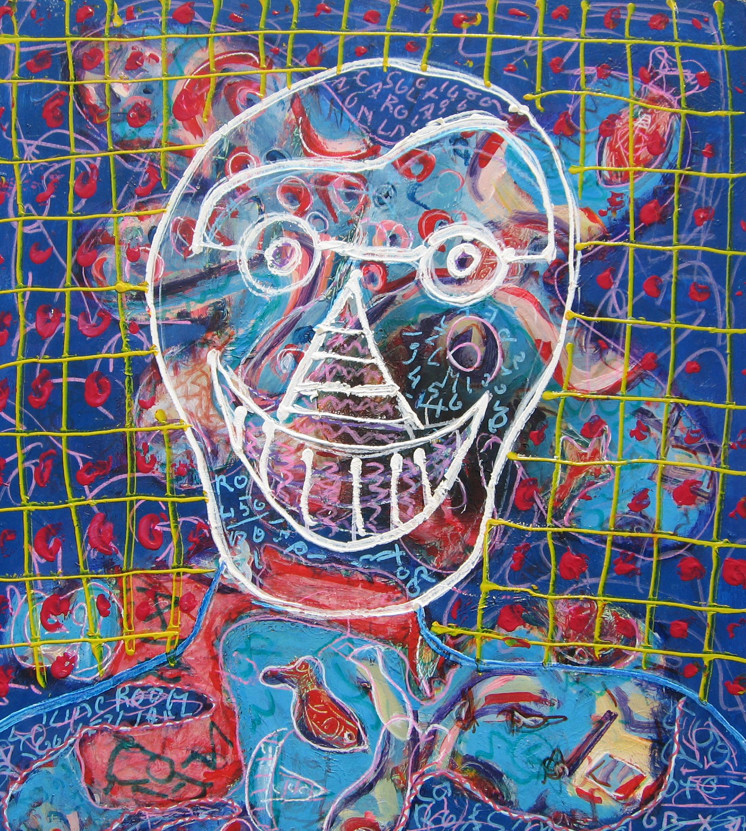
Vacanziere n° 1 (1989)

La prima mostra personale di Bertin è nel 1983 a Firenze, alla Galleria "Studio Inquadrature 33" di Marcello Innocenti con la presentazione di Gerhart Schroeder.
Nel 1986 ha partecipato con una presentazione alla manifestazione ecologica "Consumismo, rifiuti e ambiente della vita", tenuta dal comune di Firenze a settembre-ottobre.
Nel 1988, con il patrocinio del Comune di Firenze, della Provincia omonima e della Regione Toscana, gli viene offerto il Cortile della Dogana di Palazzo Vecchio per esporre oltre 100 opere prodotte dal 1967 al 1986. La mostra, ideata e coordinata dalle dottoresse Giovanna Bruco e Rita Albera, allestita dall’architetto Cristiano Toraldo di Francia, ha come titolo “Garbart, riciclaggi di Giorgio Bertin”. Vista la grande affluenza di visitatori sia italiani che internazionali, tradottasi successivamente in richieste da parte di altre importanti città europee, viene iterata alla festa Nazionale dell’Unità a Campi Bisenzio dello stesso anno.
Nel 1992, nell’ambito delle manifestazioni culturali per la commemorazione del cinquecentenario del primo viaggio di Cristoforo Colombo (le Colombiadi), su incarico del Comune di Genova, Omar Calabrese organizza una mostra internazionale dal titolo "Caos e Bellezza: Immagini del Neobarocco". Insieme a Plessi, Mondino, Adami e altri, Bertin è invitato a partecipare con alcune opere.

### Premi

#### Premio Italia per le arti visive Beato Angelico
Nel maggio 1987 a Certaldo, vince il primo premio di scultura "per l'attualità e l'originalità del tema e del materiale usato".

#### Premio Laura Nobile
Nel 1993 Bertin è fra i cinque poeti premiati del Premio Laura Nobile, premio biennale nazionale patrocinato dall'università di Siena.
La giuria, che fa il punto sulla poesia italiana al 1993, è composta da Pietro Cataldi, Andrea Zanzotto, Francesco Leonetti, Giulio Ferroni, Guido Guglielmi, Bianca Maria Frabotta, Laura Barile e Sandro Briosi. È coordinata da Romano Luperini e presieduta da Luigi Berlinguer, all'epoca rettore dell'università di Siena.

#### Mostra 33º premio Firenze - Sezione Arti Visive
Viene premiato nel gennaio 2016 per la sezione arti visive (scultura) del XXXIII premio Firenze, dal Centro Culturale Firenze - Europa "Mario Conti".
Successivamente continua la sua attività pittorica e poetica.

## Opere
- Giorgio Bertin, L'uomo che si butta via, MnM Print, 2019, ISBN 978-8894394450.
- Giorgio Bertin, Anni di cellophane, Ibiskos Ulivieri, 2021, ISBN 978-8832721676.